# Nederlandse Volleybalbond
Nederlandse Volleybalbond (NeVoBo) är ett specialidrottsförbund för volleyboll, beachvolleyboll och sittande volleyboll i Nederländerna. Förbundet grundades 6 september 1947 och har sitt säte i Utrecht. Förbundets utvecklingslag Talent Team Papendal Arnhem håller till i Sportcentrum Papendal, Arnhem.
Förbundet har  omkring 1 000 klubbar och 106 000 licensierade spelare. Antal aktiva är sakta minskande, men volleyboll är ändå tredje största lagbollsport efter fotboll och landhockey, men före handboll och basket. NeVoBo är med i de internationella volleybollförbunden (FIVB och CEV) samt i Nederländernas kombinerade olympiska kommitté/idrottsförbund (NOC*NSF).